# Перевальськ
Перева́льськ (до 1924 — Селезнівський Рудник, у 1924–1938 — імені Паризької Комуни, у 1938–1963 — Паркоммуна) — місто в Україні, в Алчевській міській громаді Алчевського району Луганської області.
Колишній адміністративний центр Перевальського району. Наразі одне з міст, окупованих Росією.

## Загальні відомості
Перевальськ розташований в південно-західній частині Луганської області, на лівому березі річки Білої, на північно-східному схилі Донецького кряжу, у межах Селезнівського геолого-промислового району на відстані 45 км від Луганська та 7 км від Алчевська, на висоті 259 м над рівнем моря.
Місто має розміри: 6 км зі сходу на захід і 35 км з півночі на південь. Поблизу міста знаходяться поклади вугілля, пісковика тощо.
У місті до недавнього часу працювали шахти «Перевальська» та «Україна».
Через Перевальськ проходять автодороги: E40М04 (Луганськ-Дебальцеве), Кишинів-Волгоград. Перевальськ має спільний з Алчевськом автовокзал. Місто має автобусне сполучення з Запоріжжям, Донецьком, Дніпропетровськом, Луганськом, Києвом, Харковом, Ростовом-на-Дону, та іншими містами.
Місцевий транспорт: автобуси, таксі, тролейбуси (до осені 2008 року).

## Історія
Перевальськ заснований 1889 року й до 1924 року носив назву Селезнівський Рудник, з 1924 — селище імені Паризької Комуни (Паркомуна), з 1938 року — місто Паркомуна, в 1963 році включено в межі Комунарська. У 1965 році знову виділено в окремий населений пункт — місто Перевальськ. Після утворення 1965 року Перевальського району Перевальськ набув статус районного центру.
Місто має кілька будівель, які мають архітектурну та історичну цінність: будівля електроцеху ремонтно-механічного заводу (1914 р.), будинок районної пекарні (початок ХХ ст.), деякі з будівель на шахті «Перевальська».
Місто постраждало внаслідок геноциду українського народу, вчиненого урядом СССР у 1932—1933 роках, кількість встановлених жертв — щонайменше від 707 до 715 жителів міста.
12 червня 2020 року, відповідно до Розпорядження Кабінету Міністрів України  № 717-р «Про визначення адміністративних центрів та затвердження територій територіальних громад Луганської області», увійшло до складу Алчевської міської громади.
17 липня 2020 року, в результаті адміністративно-територіальної реформи та ліквідації Перевальського району увійшло до складу Алчевського району. 

### Російсько-українська війна
28 червня 2022 року близько 10-ї години ранку в тимчасово окупованому місті зафіксовано вибухи на базі окупаційних військ РФ. При тому, дим здіймався не над складом з боєприпасами, а в місці де перебувають самі окупанти. На той час місто знаходилось за близько 60 км від лінії фронту. Російські бойовики стверджували, що базу було уражено коригованим реактивним снарядом з установки HIMARS. На поширених ними фото було видно уламки від ракети M31A1 з унітарною осколково-фугасною бойовою частиною, що використовується в установках HIMARS.
Після удару 15.09.2022 трупи російських солдатів вивозили у переповнених вантажівках.

## Населення

### Національний склад
Національний склад населення за даними перепису 2001 року:
| Національність  | Відсоток |
| --------------- | -------- |
| українці        | 55,79%   |
| росіяни         | 41,24%   |
| білоруси        | 1,18%    |
| татари          | 0,35%    |
| вірмени         | 0,19%    |
| молдовани       | 0,19%    |
| азербайджанці   | 0,15%    |
| поляки          | 0,11%    |
| грузини         | 0,11%    |
| інші/не вказали | 0,69%    |

### Мовний склад
Розподіл населення за рідною мовою за даними перепису 2001 року:
| Мова            | Кількість | Відсоток |
| --------------- | --------- | -------- |
| російська       | 26070     | 89.22%   |
| українська      | 3033      | 10.38%   |
| білоруська      | 31        | 0.11%    |
| румунська       | 10        | 0.03%    |
| вірменська      | 4         | 0.01%    |
| інші/не вказали | 72        | 0.25%    |
| Усього          | 29220     | 100%     |

## Економіка
Видобуток кам'яного вугілля (ДП шахти «Україна», «Перевальська» — ДП «Луганськвугілля»), виробництво будматеріалів (ремонтно-механічний завод, завод залізобетонних виробів). Перевальський м'ясопереробний завод.

## Відомі люди
У Перевальську жили поети Павло Безпощадний і Микола Упеник, які на початку XX століття працювали на шахтах міста. У місті починав свою творчу діяльність художник Дмитро Леус, дипломант численних вітчизняних і закордонних виставок. У місті жив Герой ЧССР Рудольф Ясіок.

## Також
- Перелік населених пунктів, що постраждали від Голодомору 1932-1933, Луганська область